# Контрреволюция

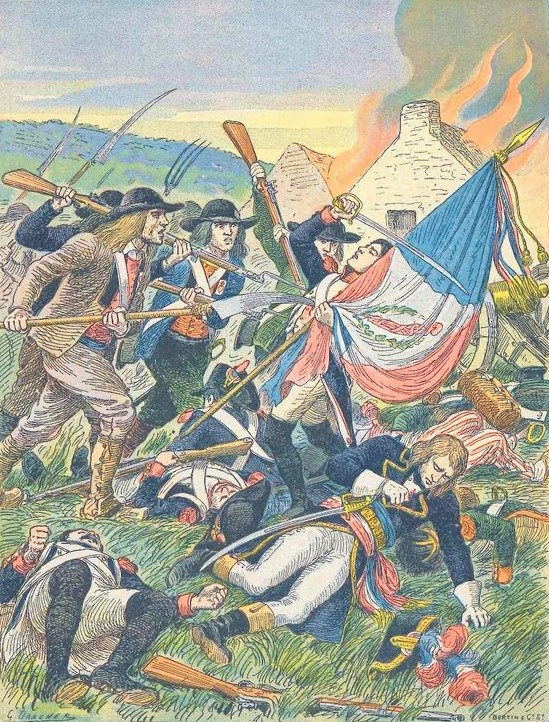
Вандейский мятеж — восстание против революционной Франции в 1793—1796 годах

Контрреволю́ция (лат. contra ᅳ «против» и revolutio ᅳ «переворот») — политический процесс, противоположный революции, направленный на сохранение или реставрацию политической системы, её отдельных элементов и политической элиты, существовавших до революционных преобразований. Контрреволюционерами или антиреволюционерами называли тех, кто выступал против революции или сопротивлялся ей, особенно тех, кто действовал после революции, чтобы попытаться опрокинуть её или повернуть вспять её ход, полностью или частично. Прилагательные «контрреволюционный» и «антиреволюционный» относятся к движениям, которые стремились не допустить революцию или восстановить положение дел или принципы, преобладавшие в дореволюционную эпоху.
Контрреволюция как словосочетание получило распространение уже в XIX веке, а толковый словарь живого великорусского языка В. И. Даля определял контрреволюцию как «противовосстание, возмущение в пользу прежнего порядка, бывшего до переворота».
Советская историография рассматривала контрреволюцию как регрессивный общественный процесс, направленный на реставрацию или сохранение отжившего общественного или государственного строя. Контрреволюция определялась как общественный процесс, противоположный революции, представляющий собой реакцию свергнутого класса на социальную революцию, направленный на реставрацию или сохранение свергнутого общественного и государственного строя. На сегодняшний день произошёл фактически возврат к дореволюционным определениям.
К началу XX века сложилось представление о революциях как процессе, проходящем в своем развитии две стадии: первая стадия связана с движением революции «влево», вторая — с контрреволюцией и реакцией.

## Контрреволюция в России

### Революция и Гражданская война
В России и СССР к контрреволюционерам было принято относить в первую очередь Белое движение, сформированное в ходе Гражданской войны 1917—1922 годов; оно противопоставляло большевикам, лидерам Октябрьской революции, и советской власти «Великую, Единую и Неделимую Россию». Белое движение было крупнейшей антибольшевистской военно-политической силой во время Гражданской войны в России. 
Руководителями Белого движения были офицеры царской армии, державшиеся консервативных и правых взглядов, и они были основной силой движения; при этом среди его участников и сторонников были люди разных взглядов, монархисты, либералы и даже умеренные социалисты. Белое движение не было единым в плане организации, но при отсутствии чётко сформулированной доктрины и расхождениях и даже взаимной враждебности белые армии имели общность в консервативной идеологической направленности и своём социальном составе. В противовес интернационализму большевиков основным принципом белогвардейцев был русский национализм. В нём были сильны монархические тенденции, но такие лидеры белых, как Лавр Корнилов и Антон Деникин, были против выдвижения монархических лозунгов. По характеристике Питера Кенеза, Белое движение было частью международного феномена и было схожим с другими контрреволюционными движениями той эпохи, которым были свойственны национализм, клерикализм, расизм, неприязнь к демократии, индустриальному обществу и социальной революции.
Помимо него, против большевиков также выступали также относились национальные движения, выступавшие за независимость или автономию отдельных регионов Российской империи, басмачество в Средней Азии и иностранные интервенты. Термин «Белое движение» зародился в Советской России, а с 1920-х годов стал употребляться и в белой эмиграции.
Помимо них, в Гражданской войне также участвовали представители так называемой «третьей силы», анархо-коммунисты (махновское движение, часть балтийских матросов) и «зелёные» (нерегулярные, преимущественно крестьянские и казачьи вооружённые формирования), которым большевики пытались создать антиреволюционный имидж. Но анархо-коммунисты не могут быть отнесены к контрреволюционерам, так как выступали за революцию, большую часть войны будучи союзниками большевиков. «Зелёные» воевали как против «красных», так и против «белых». Крупнейшее крестьянское восстание против большевистской власти, «Антоновщина», произошло в 1920—1921 в Тамбовской губернии.

### Контрреволюция в советском праве
Контрреволюция в советском праве и в механизме правоприменения внесудебных органов РСФСР и Союза ССР являла собой признак мотивации для широкого круга уголовных преступлений и административных правонарушений, совершаемых контрреволюционерами.
Суть термина контрреволюция в законодательстве РСФСР и позже праве Союза ССР определил УК РСФСР от 1926 года в ст.58.1:
Контрреволюционным признается всякое действие, направленное к свержению, подрыву или ослаблению власти Рабоче-Крестьянских Советов и существующего на основании Конституции Р.С.Ф.С.Р. Рабоче - Крестьянского Правительства, а также действия в направлении помощи той части международной буржуазии, которая не признает равноправия приходящей на смену капитализма коммунистической системы собственности и стремится к её свержению путём интервенции или блокады, шпионажа, финансирования прессы и т. п.
Контр-революционным признается также и такое действие, которое, не будучи непосредственно направлено на достижение вышеуказанных целей, тем не менее, заведомо для совершившего его, содержит в себе покушение на основные политические или хозяйственные завоевания пролетарской революции.
Ранее Постановление кассационного отдела ВЦИК от 6 ноября 1918 года назвало контрреволюционными «всякие выступления, независимо от поводов, по которым они возникли, против Советов, или их исполнительных комитетов, или отдельных советских учреждений»
Данная формулировка не содержала каких-либо точных признаков факта проявления контрреволюции, что давало простор для внесудебного применения высшей меры наказания — расстрела, который производили органы ВЧК во исполнение Декрета ВЦИК от 20 июня 1919 года «Об изъятии из общей подсудности в местностях, объявленных на военном положении» за участие с контрреволюционной целью в поджогах, взрывах, умышленном повреждении железнодорожных путей и некоторых иных действиях.
«Тихвинский не „случайно“ арестован: химия и контрреволюция не исключают друг друга». В. И. Ленин.
К примеру, саботажем с контрреволюционной целью согласно УК РСФСР являлось «сознательное неисполнение кем-либо определённых обязанностей или умышленно небрежное их исполнение со специальной целью ослабления власти правительства и деятельности государственного аппарата…» Контрреволюционный саботаж карался наказанием от лишения свободы сроком на один год до высшей меры наказания (расстрела с конфискацией имущества) (ст. 58.14).
Обобщающим для контрреволюционности деяния признаком является противодействие местным и центральным органам власти, направленность против революционных законов и революционного порядка. Данные преступления в российском праве отождествляются с государственными.
К примеру, согласно Постановлению Политбюро ЦК ВКП(б) «О мероприятиях по ликвидации кулацких хозяйств в районах сплошной коллективизации» от 30 января 1930 года «контрреволюционным» является «противодействие кулачества колхозному движению крестьянских масс».
Учебная и общественно-просветительская литература времён РСФСР определяет задачу контрреволюции следующим образом, говоря о «контрреволюционном кронштадтском мятеже»:
Ярким проявлением новой тактики классового врага явился контрреволюционный кронштадтский мятеж. Он начался за неделю до Х съезда партии, в марте 1921 года. Во главе мятежа стали белогвардейцы, связанные с эсерами, меньшевиками и представителями иностранных государств. Свои стремления восстановить власть и собственность капиталистов и помещиков мятежники на первых порах старались прикрыть “советской” вывеской. Они выдвинули лозунг: “Советы без коммунистов”. Контрреволюция пыталась использовать недовольство мелкобуржуазных масс для того, чтобы под якобы советским лозунгом свергнуть Советскую власть..

### Экономическая контрреволюция в советском праве
Особняком стоит понятие экономической контрреволюции, которая в законодательстве РСФСР чётко определена не была. К примеру, ряд декретов советской власти посвящён борьбе со спекуляцией и её иными проявлениями, вредными с точки зрения революционной власти и противоречащих идеям революции. Круг деяний в соответствующих актах перечислен не был и так называемая «вредность» экономической деятельности оценивалась произвольно. Руководящие начала по уголовному праву довольно точно определили сам абстрактный характер контререволюционности, отсутствие каких-либо правовых признаков данных правонарушений, требующих при этом наиболее жесткого наказания:
Без особых правил, без кодексов вооружённый народ справлялся и справляется со своими угнетателями.
Экономическую контрреволюцию как юридический термин определяет лишь УК РСФСР от 1926 года, фиксируя его в получившей широкую известность статье 58.7.
Данный процесс описывался ней следующим образом:
Противодействие нормальной деятельности государственных учреждений и предприятий или соответствующее использование их для разрушения и подрыва государственной промышленности, торговли и транспорта, в целях совершения действий, предусмотренных статьей 58.1.
Зачастую экономическую контрреволюцию отождествляли с экономическим вредительством (чаще просто — вредительством), по сути дела, в российском праве эти понятия были тождественны.
Экономическая контрреволюция, или вредительство, — это третий этап подрывной работы международной буржуазии против СССР.

### Борьба с контрреволюцией в Советской России
Для борьбы с контрреволюцией на территории РСФСР 7 декабря 1917 года была создана Всероссийская чрезвычайная комиссия по борьбе с контрреволюцией и саботажем при Совете народных комиссаров РСФСР, которая являлась «руководящим органом борьбы с контрреволюцией на территории всей страны».
C 1924 года, «революционные усилия союзных республик по борьбе с политической и экономической контрреволюцией» объединяет Объединённое Государственное Политическое Управление (ОГПУ) при СНК СССР, учреждение которого закреплено ст.61 гл. IX Конституции СССР, принятой Постановлением II Съезда Советов СССР от 31 января 1924 года.
В 1920—1930 годах сотрудникам НКВД вручался ведомственный наградной знак «За беспощадную борьбу с контрреволюцией».
Термином «контрреволюция» или просто «ко́нтра» со времён гражданской войны в России большевики именовали абсолютно любых, нередко мнимых, — в зависимости от конъюнктуры текущего политического момента, — своих противников («контрреволюционеров»), что искажало действительное положение вещей, поскольку более 90 % т. н. «белых» были не против революции 1917 года, а против Октябрьского переворота, за провозглашавшееся в том числе и большевиками на начальном этапе учредительное собрание до его разгона связанными с большевиками балтийскими матросами. Более того, к «контре» были в массовом порядке причислены субъекты политической деятельности, партии и движения, не просто не выступавшие против советской власти, но сами её олицетворявшие и выступавшие против большевиков, узурпировавших власть и отнявших управленческие функции у советов и у советского же правительства (поскольку в советах доминировали представители других партий, а в советском правительстве преобладали левые эсеры с перспективой создания однопартийного правительства без большевиков на абсолютно выборной основе), тем самым несколько раз грубо нарушивших ими же принятую Конституцию РСФСР. Появление советов в 1917 году было встречено руководством РСДРП и большевиками в частности «в штыки», как и сама идея советов, когда они узнали о том, что возникли некие советы, они были категорически против передачи какой-либо власти советам, вместо них большевики собирались создавать фабрично-заводские комитеты из лояльных им кадров (лозунг «Вся власть фабзавкомам» пришлось спешно менять на «Вся власть советам»). К идее советов большевики вернулись по прошествии времени, когда убедились, что их можно использовать в борьбе за власть, между тем, все противники большевиков рано или поздно попали в разряд «контры».

## Контрреволюция в Европе

### Франция
Во Франции «контрреволюционерами» принято было называть мыслителей, которые выступали против Французской революции 1789 года, таких как Жозеф де Местр, Луи де Бональд или, позже, Шарль Моррас, основатель монархического движения «Французское действие». Политические движения, отвергающие наследие революции 1789 года, которых историк Рене Ремон называл «легитимистами», также описывались как «контрреволюционные». Таким образом, контрреволюционерами были монархически настроенные сторонники Старого порядка после Французской революции, участники Вандейского мятежа и шуанерии, а также монархии, подавившие революции 1848 года. Пережив пик в первой половине 1870-х годов, контрреволюционное движение во Франции стало терять свои позиции. Новый пик французские контрреволюционеры пережили в 1940 году, приняв участие в Национальной революции Вишистского режима, который Рене Ремон считал не фашистским, а контрреволюционным режимом. Роялистское легитимистское контрреволюционное движение во Франции сохранилось и по сей день, хотя влияние его незначительно.

### Германия
Пруссия и её союзники по Германскому союзу действовали в соответствии с контрреволюционными принципами, в том числе, пытаясь подавлять попытки восстаний, например, в 1848—1849 годах. После создания в 1871 году Германской империи её канцлер Отто фон Бисмарк проводил политику, направленную на подрыв позиции противников монархии с целью защитить её от революции, с одной стороны, строя социальное государство (см. прусский социализм), с другой стороны, принимая репрессивное законодательство против социалистов.
После краха Германской империи, Веймарская Германия стала полем идеологической битвы между «красными» и «белыми» фракциями, при этом новорождённую республику атаковали с двух сторон, правые контрреволюционеры во главе с консервативным юнкерским дворянством, которое доминировало в армии, и левые революционеры, в первую очередь коммунисты, которые предприняв несколько попыток восстаний, позже перешли к уличной и парламентской борьбе.
Потерпев поражение в ходе немецкой революции 1918 года, немецкие контрреволюционеры в начале 1919 года оказались на стороне новых властей, помогая им подавлять выступления коммунистов и крайне левых социал-демократов, намеревавшихся провозгласить в Германии советскую власть (см. фрайкоры). Но уже в марте 1920 года немецкие контрреволюционеры предприняли попытку реванша, организовав неудавшийся государственный переворот, известный как Капповский путч, с целью свержения демократического правительства и установления военной диктатуры. Проиграв, они перешли к политической борьбе, разделившись между Народной и Национальной партиями. Против республики выступали и нацисты, которые в начале 1930-х годов объединившись с контрреволюционерами против левых (социал-демократов и коммунистов), осуществили захват немецкого государства.
Нацисты публично не называли себя контрреволюционерами; более того, они осуждали традиционный немецкий консерватизм (прусских монархистов, юнкеров и римско-католическое духовенство), например, в марше нацистской партии «Знамя ввысь», они названы реакционерами (Reaktion) и упоминаются в одной строчке с Ротфронтом. Тем не менее, на практике нацисты поддерживали многие из тех же идей, что и контрреволюционные фракции, и яростно выступали против революции, одновременно идеализируя немецкие традиции, фольклор и героев, таких как Фридрих Великий. Тот факт, что нацисты назвали приход к власти в 1933 году национальной революцией, показал, что они понимали жажду народа к радикальным переменам; тем не менее, они понимали столь же мощный народный импульс к стабильности и преемственности и отвергали парламентаризм Веймарской конституции, рассматривая его как всего лишь первый шаг к большевизму. Так, например, нацисты использовали реакционные тенденции среди немецкого народа в своей пропаганде, связывая с традиционным Рейхом нацистское государство, которое сами одно время называли «Третий Рейх», подразумевая преемственность между ним и историческими немецкими образованиями, привлекательными для немецких контрреволюционеров: Священной Римской империей («Первый Рейх») и Германской империей («Второй Рейх»).

### Великобритания
Многие историки считали, что возникновение и распространение в Великобритании методизма предотвратило развитие там революции. Помимо проповеди Евангелия, Джон Уэсли и его последователи-методисты посещали заключённых, а также бедных и престарелых, строили больницы и диспансеры, которые обеспечивали бесплатную медицинскую помощь массам. Социолог Уильям Х. Сватос заявил, что «методистский энтузиазм преобразил людей, призывая их к установлению рационального контроля над своей жизнью, обеспечивая в то же время в своей системе взаимной дисциплины психологическую безопасность, необходимую для того, чтобы автономное сознание и либеральные идеалы стали интериоризированными, интегрированной частью „новых людей“… возрождённых проповедью Уэсли». Практика трезвости среди методистов, а также их отказ от азартных игр позволили им устранить вторичную бедность и накопить капитал. Люди, посещавшие методистские церкви и воскресные школы, «принимали в производственную и политическую жизнь качества и таланты, которые они развили в методизме, и использовали их от имени рабочего класса нереволюционными способами». Таким образом, Великобритания, как утверждает писатель и профессор Майкл Хилл, «заполнила как социальный, так и идеологический вакуум» в английском обществе, тем самым «открывая каналы социальной и идеологической мобильности… которая работала против поляризации английского общества на жёсткие социальные классы». Американский историк Бернард Семмел утверждает, что «методизм был антиреволюционным движением, которое добилось успеха (в той степени, в какой оно было), потому что это была революция радикально иного типа», способная вызвать социальные изменения в больших масштабах.

### Италия
В конце XVIII века завоевание Италии французскими революционными войсками во главе с Наполеоном Бонапартом привело к свержению местных монархий и провозглашению на их месте профранцузских республик-сателлитов, что спровоцировало подъём контрреволюционных настроений. Самым известным из антиреспубликанских движений того времени было Санфедизм, народное контрреволюционное движение крестьян из Южной Италии во главе с кардиналом Фабрицио Руффо, которое свергло Партенопейскую республику и позволило династии Бурбонов вернуться на трон Неаполитанского королевства. Возрождение этого явления произошло во время Второй итальянской кампании Наполеона в начале XIX века. Другим примером контрреволюции было крестьянское восстание в Южной Италии после национального объединения, спровоцированное Бурбонами в изгнании и Святым Престолом. Восстание, уничижительно названное противниками «разбоем», привело к кровавой гражданской войне, которая длилась почти десять лет.

### Австрия
В Австрийской империи в 1809 году произошло восстание против Наполеона, вошедшее в историю как Тирольское. Под руководством местного трактирщика по имени Андреас Хофер 20 000 повстанцев около полугода удачно сражались против Французской империи, Королевства Бавария, Королевства Саксония и Королевства Италия. Однако после Шёнбруннского мира между Францией и Австрией, который привёл к расформированию повстанческих войск, французы и баварцы смогли уничтожить или переубедить большую часть повстанцев.
Революция 1848—1849 годов в Австрийской империи, начавшаяся в Вене, вскоре распространилась на всю империю, распавшись на несколько отдельных национальных революций: в Австрии, Венгрии, Италии, а также в Чехии, Словакии, Галиции, Трансильвании, Хорватии, Воеводине, Истрии и Далмации. Роль контрреволюционных сил, сумевших подавить революционное движение, сыграли имперские войска, оставшиеся верными монарху и правительству. В подавлении Венгерского восстания важную роль сыграли сербское ополчение и русские войска генерал-фельдмаршала И. Ф. Паскевича.
После распада в 1918 году Австро-Венгерской империи и установления в Австрии республики политическая жизнь Первой австрийской республики превратилась в ожесточённое противоборство между двумя непримиримыми политическими силами — социал-демократами, опиравшимися на городской пролетариат (прежде всего в Вене), и блоком правых партий, пользовавшихся поддержкой католической церкви, крестьянства и мелкой буржуазии (Христианско-социальная партия и Германско-австрийское объединение фронтовиков, позднее Отечественный фронт и нацисты), которое сопровождалось постоянными стычками между левыми (Республиканский шуцбунд) и правыми (Союз защиты родины) боевиками. В конце концов противостояние вылилось в неудачное Июльское восстание 1927 года и к установлению в 1933 году корпоративной диктатуры Энгельберта Дольфуса, равно удалённой и от социал-демократов, и от нацистов. В феврале 1934 года социал-демократы предприняли попытку свержения режима, а в июле того же года Дольфус был убит нацистами.

### Испания
Первая в истории Испании революция, известная как «либеральная» (исп. La revolución liberal española), началась в 1808 году с Испанской войны за независимость от Франции и завершилась в 1814 изгнанием французов. Главной движущей силой борьбы за независимость стало политическое движение, включавшее в себя различные течения и получившее в Испании название «либералы». Либеральная революция в Испании стала одной из первых национальных войн и одним из первых примеров эффективности масштабных партизанских движений. Первоначально французы смогли оккупировать Испанию и добиться отречения короля Карла IV и его сына Фердинанда, в результате чего испанская администрация раскололась на провинциальные хунты и оказалась не в состоянии набирать, обучать и содержать эффективную армию. Но испанские партизаны и остатки королевской армии при поддержке Британии и Португалии заставили оккупантов покинуть страну. Одновременно с этим формировалась новая администрация.
В 1810 году собралось Учредительное собрание, вошедшее в историю как Кадисские кортесы, представлявшие всю Испанскую империю, включая также Испанскую Америку и Филиппины. Из 102 депутатов, присутствовавших на открытии, 55 были избранными, 19 — временно исполняли обязанности депутатов от провинций, оккупированных французами, 28 представляли американские колонии. Кортесы отказались признавать незаконное правительство Жозефа Бонапарта и Байонский статут, провозгласив своей главной целью освобождение Испании и принятие конституции.
Кадисские кортесы приняли ряд важных решений, направленных на углубление революции: в октябре 1810 года введён закон о равенстве между испанцами и латиноамериканцами, установлена свобода слова и печати, в августе 1811 года издан закон об уничтожении сеньориальных прав и привилегий, в феврале 1813 года была упразднена инквизиция и приняты законы против религиозных орденов; кортесы приступили к конфискации и продаже церковных земель и отменили ряд налогов, взимавшихся в пользу церкви; ликвидировали цехи и гильдии и установили свободу торговли между метрополией и американскими колониями. 19 марта 1812 года была принята первая испанская конституция, впоследствии ставшая краеугольным камнем европейского либерализма. Она установила в Испании конституционную монархию и принцип народного суверенитета, ввела всеобщее избирательное право для мужчин, гарантировала свободу личности и неприкосновенность жилища, свободу печати и предпринимательства, равное представительство метрополии и колоний в кортесах, запрещала сосредотачивать в одних руках гражданскую и военную власть, в каждом избирательном округе создавала «провинциальные депутации» и аудиенсия лишалась административных функций и преобразовывалась в административный суд.
4 мая 1814 года, шесть недель спустя после возвращения в страну короля Фердинанда VII, конституция была отменена, а Кадисские кортесы распущены. Уже 10 мая лидеры либералов были арестованы и Испания вернулась к абсолютизму. Но контрреволюционным силам не удалось задавить революционное движение, открыв путь в эпоху социальных беспорядков, политической нестабильности и экономического застоя. Революции, перевороты и гражданские войны между либеральными и абсолютистскими фракциями продолжались вплоть до середины 1870-х годов. Кризис, вызванный потрясениями от вторжения и революции, содействовал обретению независимости большинства колоний Испании в Америке.
Кадисская конституция не была забыта, она действовала во время Либерального трёхлетия 1820—1823 годов и в 1836—1837 годах во время подготовки конституции 1837 года. В 1854 году Викальварада положила конец «Умеренному десятилетию» (исп. década moderada; 1844—1854) и положила начало «Прогрессистскому двухлетию» (исп. bienio progresista; 1854—1856). Славная революция в 1868 году привела к отстранению от власти королевы Изабеллы II и началу «Демократического шестилетия», которое завершилась в конце концов провозглашением первой Испанской республики, просуществовавшей менее двух лет (1873—1874).
В апреле 1931 года в Испании была свергнута монархия и провозглашена республика. Весь республиканский период был отмечен ожесточённой борьбой между революционными (республиканцы, социалисты, коммунисты, анархисты) и контрреволюционными (монархисты, карлисты, националисты, фалангисты и правые либералы) силами, которая сопровождалась вооружёнными восстаниями (анархистские и контрреволюционные мятежи, всеобщая забастовка 1934 года, забастовка астурийских шахтёров 1934 года, переросшая в антиправительственное восстание, события 6 октября 1934 года в Каталонии). В результате, противостояние революционеров и контрреволюционеров вылилось в Гражданскую войну, которая завершилась поражением республики и установлением франкистской диктатуры.